# Grupo simétrico

Grafo de Cayley de un grupo simétrico de orden 4 (S_{4})

En matemáticas, el grupo simétrico sobre un conjunto {\displaystyle X}, denotado por {\displaystyle S_{X},{\mathfrak {S}}_{X},\Sigma _{X},X!} o {\displaystyle \operatorname {Sym} (X)}, es el grupo formado por las aplicaciones biyectivas de {\displaystyle X} en sí mismo, bajo la operación de composición de funciones.
Cuando {\displaystyle X=\{1,2,\dots ,n\}} es un conjunto finito, el grupo {\displaystyle S_{X}} se denomina grupo de permutaciones de {\displaystyle n} elementos, y se denota por {\displaystyle S_{n},{\mathfrak {S}}_{n},\Sigma _{n}} o {\displaystyle \operatorname {Sym} (n)}. El orden de este grupo es n!, y no es abeliano para {\displaystyle n\geq 3}.
El teorema de Cayley afirma que todo grupo {\displaystyle G} es isomorfo a un subgrupo de su grupo simétrico {\displaystyle S_{G}}. En el caso particular de que {\displaystyle G} sea finito de orden {\displaystyle n}, entonces {\displaystyle G} es isomorfo a un subgrupo de {\displaystyle S_{n}}.

## Composición de permutaciones
Hay diversas formas de representar una permutación. Podemos escribir una permutación σ en forma de matriz, situando en primera fila los elementos del dominio 1, 2, 3..., y en la segunda las imágenes correspondientes σ(1), σ(2), σ(3),....

Dada dos permutaciones, su composición se realiza siguiendo las reglas usuales de composición de funciones:
| Si | {\displaystyle \sigma ={\begin{pmatrix}1&2&3&4&5&6\\3&2&4&6&5&1\\\end{pmatrix}}} | y | {\displaystyle \tau ={\begin{pmatrix}1&2&3&4&5&6\\4&1&2&5&3&6\\\end{pmatrix}}} |

su composición es: 
{\displaystyle \tau \circ \sigma ={\begin{pmatrix}1&2&3&4&5&6\\2&1&5&6&3&4\\\end{pmatrix}}}
El cálculo de la composición puede seguirse de un modo visual, recordando que al componer funciones se opera de derecha a izquierda:

## Presentación del grupo de permutaciones denelementos

### Generadores
Recordemos que una trasposición es una permutación que intercambia dos elementos y fija los restantes.
Toda permutación se descompone como producto de trasposiciones. De este modo, el conjunto de las trasposiciones forma un sistema generador de {\displaystyle S_{n}}. Pero es posible reducir aún más este sistema restringiéndonos a las trasposiciones de la forma {\displaystyle \tau _{i}=(i,i+1)}. En efecto, para i<j podemos descomponer cualquier trasposición en la forma:
{\displaystyle (i,j)=(i,i+1)(i+1,i+2)\dots (j-2,j-1)(j-1,j)(j-2,j-1)\dots (i+1,i+2)(i,i+1)}

### Relaciones elementales
Estos generadores permiten definir una presentación del grupo simétrico, junto con las relaciones:
- {\displaystyle {\tau _{i}}^{2}=1\,},
- {\displaystyle \tau _{i}\tau _{j}=\tau _{j}\tau _{i}\qquad {\mbox{si  }}|j-i|>1\,},
- {\displaystyle {(\tau _{i}\tau _{i+1}})^{3}=1.\,}.

### Otros generadores
Es posible igualmente usar como sistema de generadores:
- Las trasposiciones de la forma (1 i), con i>1.
- El conjunto formado por solo dos generadores:la trasposición σ=(1 2) y el ciclo c=(1 2 ... n).

## Clases de conjugación
Recordemos que toda permutación puede ser descrita como producto de ciclos disjuntos, y esta descomposición es única salvo el orden de los factores. Las clases de conjugación de Sn se corresponden con la estructura de dicha descomposición en ciclos: dos permutaciones son conjugadas en Sn si y sólo si se obtienen como composición del mismo número de ciclos disjuntos de las mismas longitudes. Por ejemplo, en S5, (1 2 3)(4 5) y (1 4 3)(2 5) son conjugados; pero (1 2 3)(4 5) y (1 2)(4 5) no.
El grupo S3, formado por las 6 permutaciones de tres elementos tiene tres clases de conjugación, listadas con sus números de elementos:
- La identidad (abc → abc) (1)
- Las permutaciones que intercambian dos elementos (abc → acb, abc → bac, abc → cba) (3)
- Las permutaciones cíclicas de los 3 elementos (abc → bca, abc → cab) (2)

El grupo S4, consistente en las 24 permutaciones de 4 elementos tiene 5 clases de conjugación:
- La identidad (1)
- Las permutaciones que intercambian dos elementos (6)
- Las permutaciones que intercambian cíclicamente tres elementos (8)
- Las permutaciones cíclicas de los cuatro elementos (6)
- Las permutaciones que intercambian dos elementos entre sí, y también los dos restantes (3)

En general, cada clase de conjugación en Sn se corresponderá con una partición entera de n y podrá ser representada gráficamente por un diagrama de Young. Así, por ejemplo, las cinco particiones de 4 se corresponderían con las cinco clases de conjugación listadas anteriormente:
1. 1 + 1 + 1 + 1
2. 2 + 1 + 1
3. 3 + 1
4. 4
5. 2 + 2

## Representaciones del grupo
Si asociamos a cada permutación su matriz permutación obtenemos una representación que en general no es irreducible.